# Instrument de tinta

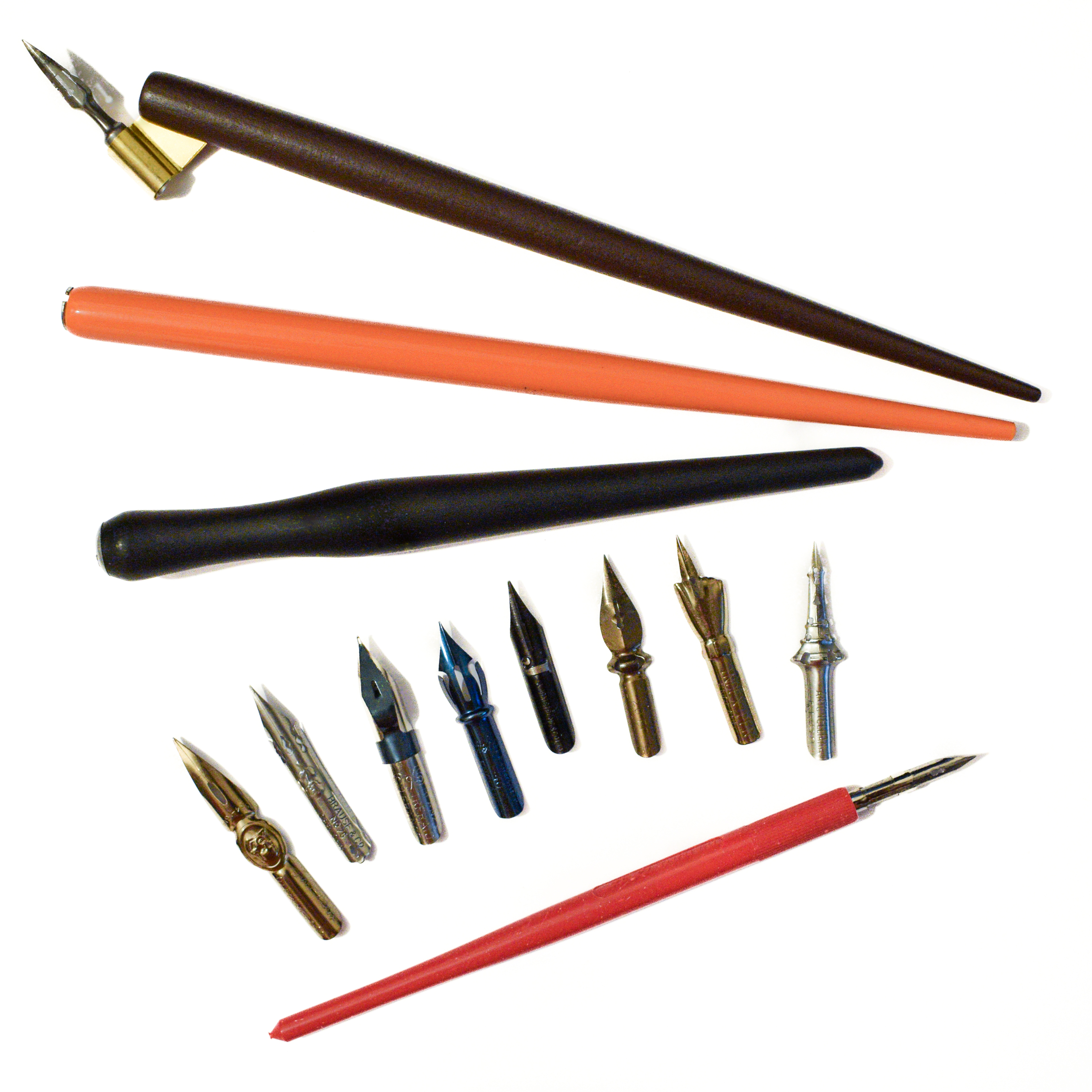
Quatre models de portaploma i huit tremps d'acer

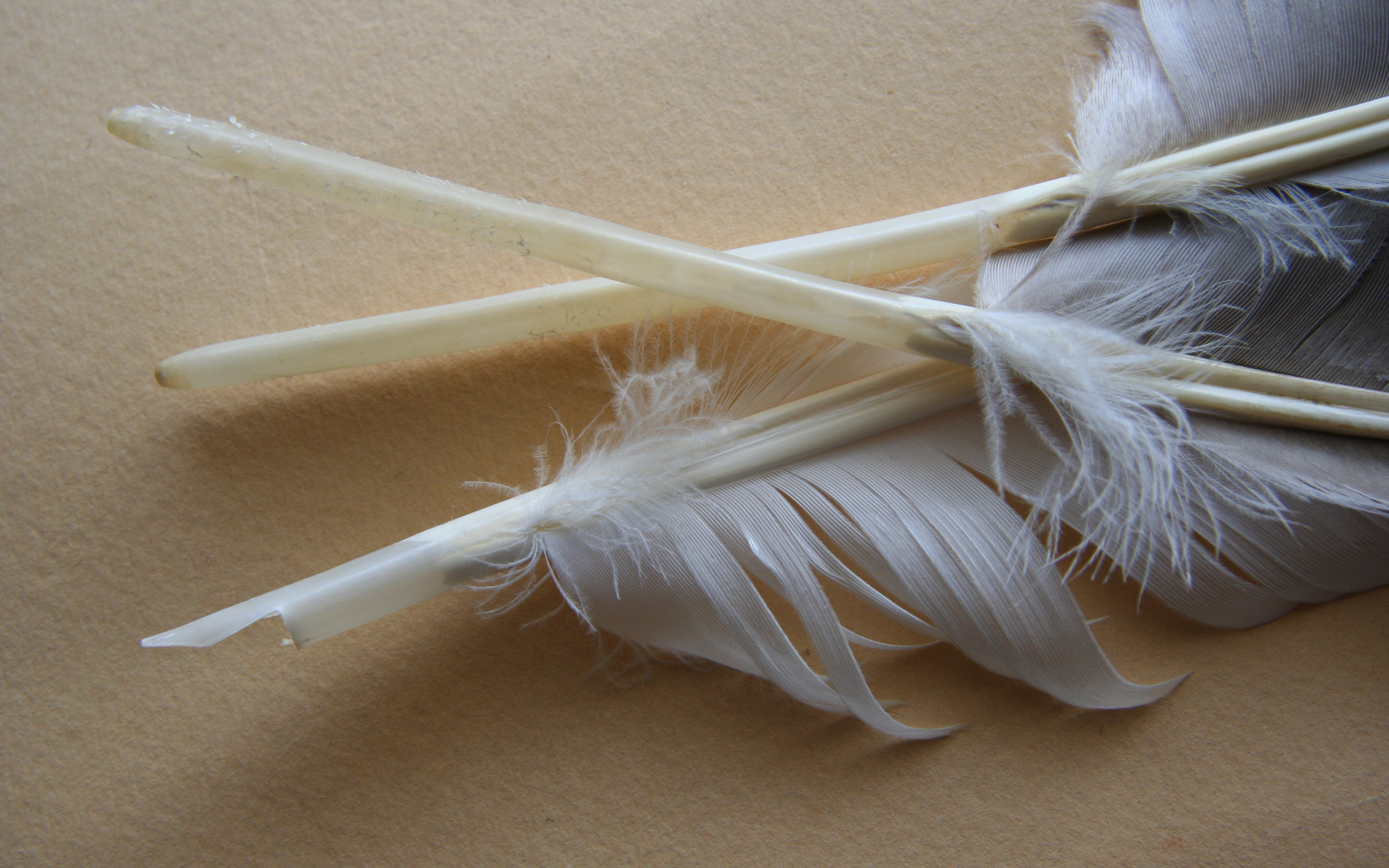
Plomes d'au en diverses fases de preparació per poder escriure amb elles.

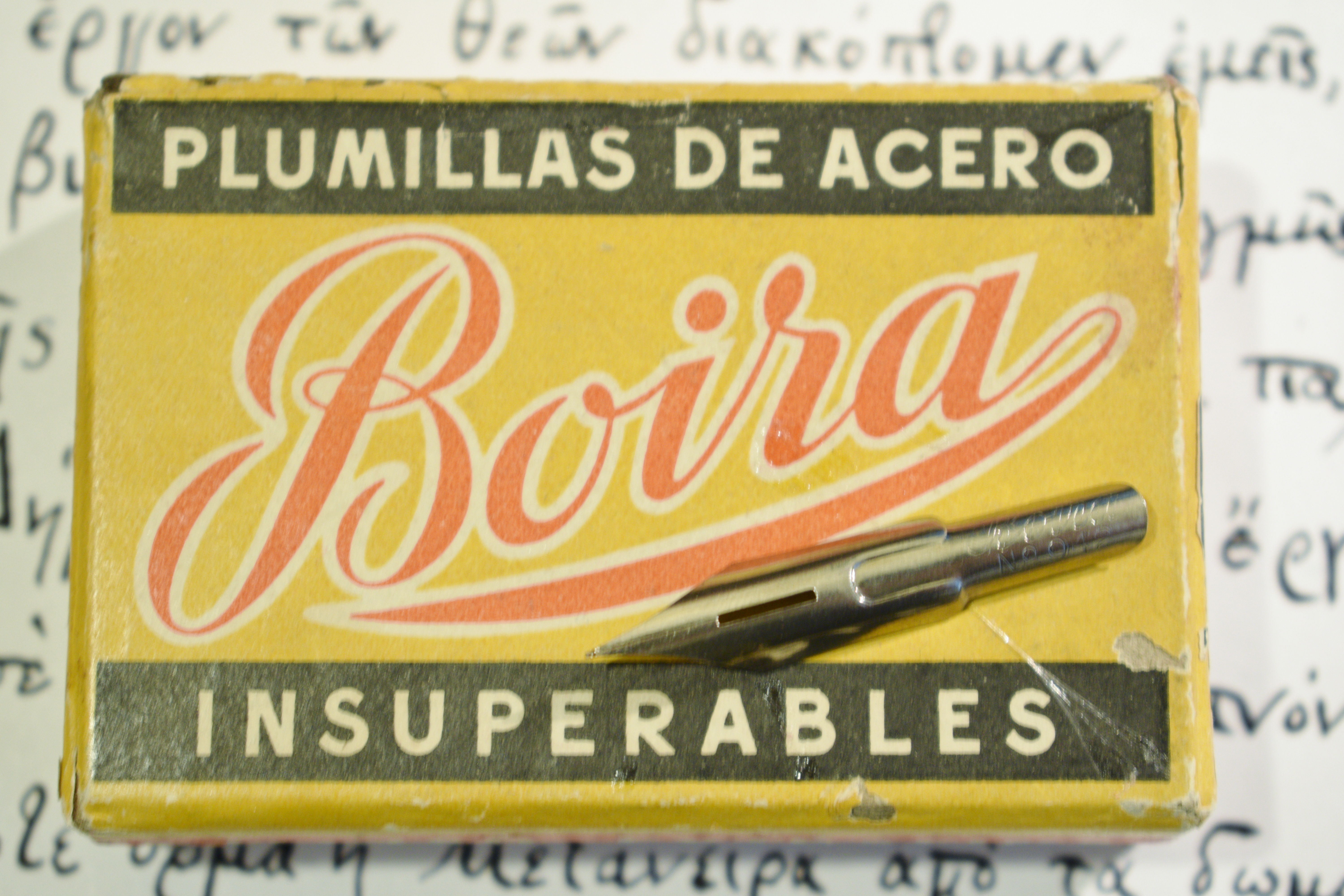
Capsa de plomes de la marca barcelonina Boira, amb un tremp del model № 942.

Un instrument de tinta  és un instrument per escriure amb tinta, a diferència d'altres que es fan servir en diferents tècniques d'escriptura (com ara un llapis o un estil). La tinta se sol emmagatzemar dins d'un tinter, en el qual es mulla amb tinta l'instrument.
Avui dia existeixen diversos tipus d'instruments de tinta molt evolucionats, incloent-hi les estilogràfiques, retoladors, bolígrafs, i retoladors tècnics. Es venen en una àmplia varietat de colors, formes i assortits. Les més corrents contenen tinta de color negre o de color blau.

## Càlam
És un instrument de canya tallada en punta que es feia servir per a l'escriure sobre argila, cera o mullant-lo amb tinta, sobre papir, pergamí o paper. El seu ús s'inicia el segle xx aC i en certes civilitzacions, tot i l'avenç tecnològic, ha perdurat fins als nostres dies, per escriure emprant la cal·ligrafia clàssica.

## Ploma d'ànec
La primera ploma de tinta dels temps antics estava feta amb una ploma sovint de l'ala d'un ànec. Les plomes d'au van ser utilitzades per primera vegada el segle iv de l'era cristiana.

## Ploma d'acer
Normalment està composta d'un plomí inserit dins d'un portaploma o un bainot (estoig). De vegades el terme ploma  es pot referir tant a la ploma sencera com al tremp.